# Vicente Gómez Iglesias
Vicente Gómez Iglesias (La Torre de Cabdella, 1946) és un ex-militar i ex-policia espanyol, ex-capità de la Guàrdia Civil, condemnat a sis anys de presó per un delicte d'adhesió a la rebel·lió arran de la seva participació al Cop d'estat del 23 de febrer de 1981.
En el moment del cop d'Estat estava destinat a la Unitat Operativa de Missions Especials del Centre Superior d'Informació de la Defensa (CESID). Va ser acusat d'intervenir entre comandaments del CESID i el tinent coronel Antonio Tejero dos dies abans de l'alçament armat per obtenir vehicles i material del CESID. Detingut al juny de 1981, el Consell Suprem de Justícia Militar el va condemnar a tres anys de presó per un delicte d'auxili a la rebel·lió, però el Tribunal Suprem espanyol va modificar la qualificació jurídica del delicte, d'auxili a adhesió a la rebel·lió, augmentant la pena a sis anys de presó i separació del servei. Va complir gairebé tota la se va condemna a la presó de Figueres, juntament amb Antonio Tejero i Jesús Muñecas. Va ser indultat al desembre de 1984 després d'una declaració expressa d'acatament a la Constitució i les lleis espanyoles, sent el primer condemnat per l'alçament a obtenir aquest benefici.